# 内山貞三郎
内山 貞三郎（うちやま ていざぶろう、1896年3月4日 - 1976年10月2日）は、日本のドイツ文学者。

## 経歴
新潟県出身。1920年東京帝国大学文学部独文科卒。第三高等学校教授、1949年大阪大学文学部ドイツ文学科初代教授。1956年「工匠歌人ハンス・ザックスとその舞台」で東京大学文学博士。1960年阪大を定年退官、名誉教授、関西大学教授、1967年京都外国語大学教授。ドイツ戯曲を研究した。
ドイツ文化の普及に尽くしたとして西ドイツ政府からゲーテ・メダルの贈呈を受けた。1976年10月2日、老衰のため京都府向日市の自宅にて死去。80歳。

## 著書
- 『中世独逸演劇史』弘文堂書房 1934
- 『シラーと独逸文化』郁文堂 1942
- 『バロック時代の先駆者たち』三修社 1973
- 『バロックの詩人・劇作家アンドレーアス・グリュフィウス その生涯と業績』三修社 1977

翻訳
- イゾルデ・クルツ『フロレンス物語』郁文堂 ドイツ女流作家叢書 1941

## 論文
- <内山貞三郎